# Майорове
Майо́рове — село в Україні, у Бойківській громаді Кальміуського району Донецької області. Населення становить 247 осіб.

## Загальні відомості
Відстань до райцентру становить близько 35 км і проходить переважно автошляхом Т 0508.
Перебуває на території, яка тимчасово окупована російськими терористичними військами.

## Історія
З кінця 1934 року село входило до складу новоутвореного Остгеймського району, який 1935 року перейменували у Тельманівський на честь лідера німецьких комуністів Ернста Тельмана. У 2016 році в рамках декомунізації в Україні рішенням Верховної Ради України район перейменовано у Бойківський район, а населений пункт Красний Октябр отримав нову назву — Майорове. 2020 року у процесі адміністративно-територіальної реформи Бойківський район увійшов до складу Кальміуського району.

## Населення
За даними перепису 2001 року населення села становило 247 осіб, із них 83,81 % зазначили рідною мову українську та 16,19 % — російську.

## Пам'ятки
Біля села розташоване заповідне урочище Кирсанове — цілинні кам'янисті землі, де зростають рідкісні рослини: грабельки Бекетова, аспленій Гейфлера, авринія, гвоздика Андржійовського, чебрець кальміуський.